# La Nouvelle Rauracienne
Ne pas confondre avec La Rauracienne, chant populaire écrit par Xavier Stockmar.
La Nouvelle Rauracienne, est l'hymne officiel de la République et Canton du Jura, en Suisse.

## Utilisation
À l'origine chanson révolutionnaire, La Nouvelle Rauracienne est naturellement reprise lors des manifestations séparatistes jurassiennes. Depuis son officialisation en 1990, elle est également chantée lors des cérémonies de prestation de serment du Gouvernement et du Parlement jurassiens, marquant son statut d’hymne officiel de la région. La Nouvelle Rauracienne résonne aussi lors des rencontres sportives à domicile, notamment au football et au hockey.
La Nouvelle Rauracienne est également fréquemment interprétée lors des Conférences des peuples de langue française. Elle a même été chantée lors de la Xe édition de la conférence, tenue à la Tour Eiffel.
La phrase « Unissez-vous, fils de la Rauracie Et donnez-vous la main, et donnez-vous la main ! » du refrain est généralement accompagnée d'une gestuelle symbolique : les participants lèvent leurs bras en se tenant les mains.

## Histoire

### Origines
La mélodie originale provient d’une composition de Joseph-Denis Doche, créée en 1810 pour le vaudeville Partie carrée ou Chacun de son côté nommé Air nouveau de Doche, ou vaudeville de M. Guillaume. La pièce est représentée pour la première fois à Paris, le 11 juillet 1810. Rapidement populaire, cette musique se diffuse largement dans la société française de l’époque. Plusieurs groupes et associations, y compris certains cercles maçonniques, s’en emparent et en adaptent les paroles selon leurs propres contextes et intentions.

### Reprise de Béranger
Le chansonnier français Pierre-Jean de Béranger reprend ensuite cette mélodie pour composer deux chansons à portée politique et sociale : Le Dieu des bonnes gens en 1817, suivi de La Sainte Alliance des peuples en 1818.

### Reprise séparatiste jurassienne

#### La Rauracienne
Par le Congrès de Vienne, l'ancienne République rauracienne est rattachée au canton de Berne le 21 décembre 1815. Dès ce rattachement, la cohabitation des Jurassiens avec les Bernois ne pose pas de grands problèmes. Toutefois, c'est après les révolutions de 1830 que de profondes divergences émergent. Ces mécontentements trouvent en partie leur origine dans des dissensions culturelles, linguistiques, juridiques et religieuses.
Le 31 juillet 1826, Xavier Stockmar, Olivier Seuret, Auguste Quiquerez et Louis Quiquerez se réunissent au château de Morimont pour prêter le « Serment de Morimont », dans lequel ils s'engagent à « délivrer le Jura de l'oligarchie bernoise ». Par cet acte, les quatre hommes fondent le premier mouvement séparatiste du Jura. Quatre ans plus tard, Xavier Stockmar publie une proclamation appelant à l'autonomie du Jura vis-à-vis du canton de Berne.
Dans ce contexte, Xavier Stockmar compose une chanson révolutionnaire, intitulée La Rauracienne, sur la mélodie de Air nouveau de Doche de Doche. Le texte s’inspire également de La Sainte Alliance des peuples de Béranger. La Rauracienne est chantée pour la première fois en 1830 lors d’une réunion de l'opposition libérale à Porrentruy, devenant rapidement un symbole d'unité et de résistance pour les Jurassiens.

#### La Nouvelle Rauracienne
Cent vingt ans plus tard, alors que la Question jurassienne persiste mais évolue dans un nouveau contexte, les deux leaders séparatistes Roland Béguelin et Roger Schaffter décident de reprendre et d’actualiser La Rauracienne. Seules les paroles des couplets sont modifiées, tandis que le refrain reste inchangé. Cette version remaniée est également rebaptisée La Nouvelle Rauracienne.
La première présentation publique de cette nouvelle version a lieu le 1er octobre 1950, lors de la troisième Fête du Peuple jurassien, organisée à Delémont.

### Hymne officiel
Le 16 décembre 1988, le député PDC Michel Cerf dépose une motion au Parlement jurassien visant à reconnaître officiellement La Nouvelle Rauracienne comme hymne cantonal. Cette proposition est adoptée, et le 21 juin 1990, La Nouvelle Rauracienne est proclamée « hymne officiel de la République et Canton du Jura » par le Parlement jurassien.

## Titre
Il convient de ne pas confondre la chanson populaire La Rauracienne avec l'hymne La Nouvelle Rauracienne. Cependant, nombreux sont les Jurassiens qui utilisent simplement le terme La Rauracienne pour désigner l'hymne cantonal, sans distinction entre celui-ci et la version originale de la chanson populaire[réf. nécessaire].

## Paroles
Tableau comparatif des paroles des principales versions de la chanson, notamment celles de Béranger, Stockmar et de Béguelin-Schaffter.
| La Sainte Alliance des peuples de Pierre-Jean de Béranger (1818) | La Rauracienne de Xavier Stockmar (1830) | La Nouvelle Rauracienne de Roland Béguelin et Roger Schaffter (1950) |
| --- | --- | --- |
| J’ai vu la Paix descendre sur la terre, Semant de l’or, des fleurs et des épis. L’air était calme, et du dieu de la guerre Elle étouffait les foudres assoupis. « Ah ! disait-elle, égaux par la vaillance, « Français, Anglais, Belge, Russe ou Germain, « Peuples, formez une sainte alliance, « Et donnez-vous la main. « Pauvres mortels, tant de haine vous lasse ; « Vous ne goûtez qu’un pénible sommeil. « D’un globe étroit divisez mieux l’espace ; « Chacun de vous aura place au soleil. « Tous attelés au char de la puissance, « Du vrai bonheur vous quittez le chemin. « Peuples, formez une sainte alliance, « Et donnez-vous la main. « Chez vos voisins vous portez l’incendie ; « L’aquilon souffle, et vos toits sont brûlés ; « Et quand la terre est enfin refroidie, « Le soc languit sous des bras mutilés. « Près de la borne où chaque état commence, « Aucun épi n’est pur de sang humain. « Peuples, formez une sainte alliance, « Et donnez-vous la main. « Des potentats, dans vos cités en flammes, « Osent du bout de leur sceptre insolent « Marquer, compter et recompter les âmes « Que leur adjuge un triomphe sanglant. « Faibles troupeaux, vous passez, sans défense, « D’un joug pesant sous un joug inhumain. « Peuples, formez une sainte alliance, « Et donnez-vous la main. « Que Mars en vain n’arrête point sa course ; « Fondez les lois dans vos pays souffrants ; « De votre sang ne livrez plus la source « Aux rois ingrats, aux vastes conquérants. « Des astres faux conjurez l’influence ; « Effroi d’un jour, ils pâliront demain. « Peuples, formez une sainte alliance, « Et donnez-vous la main. « Oui, libre enfin, que le monde respire ; « Sur le passé jetez un voile épais. « Semez vos champs aux accords de la lyre ; « L’encens des arts doit brûler pour la paix. « L’espoir riant, au sein de l’abondance, « Accueillera les doux fruits de l’hymen. « Peuples, formez une sainte alliance, « Et donnez-vous la main. » Ainsi parlait cette vierge adorée, Et plus d’un roi répétait ses discours. Comme au printemps la terre était parée, L’automne en fleurs rappelait les amours[1]. Pour l’étranger coulez, bons vins de France : De sa frontière il reprend le chemin. Peuples, formons une sainte alliance, Et donnons-nous la main. | Des bords du Tage à ceux de la Baltique, Entendez-vous le sinistre beffroi ? Voyez-vous fuir de leur demeure antique, Ces rois saisis de rumeur et d’effroi ? Vous qui veillez au sort de la patrie, Ah ! Détournez l’orage peu lointain. Unissez-vous, fils de la Rauracie Et donnez-vous la main, et donnez- vous la main ! Des séducteurs, ennemis de leurs frères, Ont dit : Formez deux camps sous deux couleurs; Mais répondez à ces voix étrangères: Le pays seul fera battre nos cœurs. De nos aînés, déplorons la folie, Notre étendard n’est Gaulois ni Germain; Unissez-vous, fils de la Rauracie Et donnez-vous la main, et donnez-vous la main ! Loin de nos rangs celui qui n’est sensible Qu’au souvenir de Vienne ou de Paris ! Pierre-Pertuis; Réfousse et Mont-Terrible, J’aime à rêver au pied de vos débris; Vous avez vu la liberté bannie, Cent fois mourir et renaître soudain; Unissez-vous, fils de la Rauracie Et donnez-vous la main, et donnez-vous la main ! Cueillons gaîment les fruits de nos campagnes, Versez, Biennois, le vin de vos coteaux, L’indépendance est fille des montagnes, Pour nos enfants luiront des jours plus beaux. Sous les drapeaux de la libre Helvétie, Que d’âge en âge on chante ce refrain : Unissez-vous, fils de la Rauracie Et donnez-vous la main, et donnez-vous la main ! | Du lac de Bienne aux portes de la France L'espoir mûrit dans l'ombre des cités ; De nos cœurs monte un chant de délivrance, Notre drapeau sur les monts a flotté ! Vous qui veillez au sort de la patrie, Brisez les fers d'un injuste destin ! Unissez-vous, fils de la Rauracie Et donnez-vous la main, et donnez-vous la main ! Unissez-vous, fils de la Rauracie Et donnez-vous la main, et donnez-vous la main ! Si l'ennemi de notre indépendance Dans nos vallons veut imposer sa loi, Que pour lutter chacun de nous s'élance Et dans ses rangs jette le désarroi ! D'un peuple libre au sein de l'Helvétie Notre passé nous montre le chemin. Unissez-vous, fils de la Rauracie Et donnez-vous la main, et donnez-vous la main ! Unissez-vous, fils de la Rauracie Et donnez-vous la main, et donnez-vous la main ! Le Ciel fera germer notre semence, Marchons joyeux, c'est l'heure du Jura ! Demain nos cris, nos chansons et nos danses Célébreront la fin de nos combats, Et dans la gloire au matin refleurie Nous chanterons un hymne souverain. Unissez-vous, fils de la Rauracie Et donnez-vous la main, et donnez-vous la main ! Unissez-vous, fils de la Rauracie Et donnez-vous la main, et donnez-vous la main ! |

## Auteurs
La musique est composée en 1810 par Joseph-Denis Doche. Le refrain est rédigé en 1830 par Xavier Stockmar, s’inspirant du texte La Sainte Alliance des peuples de Pierre-Jean de Béranger, publié en 1818. Les couplets sont composés en 1950 par Roland Béguelin et Roger Schaffter. L'harmonisation est élaborée par Jean-Louis Petignat.